# Jávai erdeifogoly
A jávai hegyifogoly (Arborophila javanica) a madarak osztályának tyúkalakúak (Galliformes) rendjébe és a fácánfélék (Phasianidae) családjába tartozó faj.
A magyar neve forrással nincs megerősítve.

## Előfordulása
Indonéziához tartozó Jáva szigetén honos. A természetes élőhelye a szubtrópusi vagy trópusi síkvidéki és  hegyi esőerdők.

## Alfajai
- Arborophila javanica javanica (Gmelin, 1789)
- Arborophila javanica bartelsi Siebers, 1929
- Arborophila javanica lawuana Bartels, 1938

## Megjelenése
Testhossza 28 centiméter.

## Külső hivatkozások
- Képek az interneten a fajról
- Internet Bird Collection - videók a fajról